# Robinson Khoury
Robinson Khoury (* 19. April 1995 in Isère) ist ein französischer Jazzmusiker (Posaune, Modularsynthesizer, auch Gesang, Komposition), der Jazz mit elektronischer Musik und Alter Musik verbindet.

## Leben und Wirken
Khoury wuchs als Sohn einer Sängerin und eines Pianisten, die beide am Konservatorium von Vienne unterrichteten, in einer Musikerfamilie auf. Im Alter von sieben Jahren trat er in eine Musik-Sonderklasse der Maîtrise (Singschule) der Lyoner Oper ein. Nach dem Stimmbruch wechselte er zur Posaune. Er beschäftigte sich zunächst mit Pop- und klassischer Musik, bevor er sich für die Welt des Jazz interessierte und am Konservatorium von Lyon studierte.
Khoury gehörte zum Pariser World-Jazz-Sextett Sarāb und war als Soloist für das Metropole Orkest und als Begleiter von Ibrahim Maalouf tätig. Auch arbeitete er mit Michel Portal, Théo Ceccaldi, Leïla Martial, Abdullah Miniawy, Erik Truffaz und Naïssam Jalal. 2019 entstand sein Debütalbum Frame of Mind für Gaya. Mit seinem Quintett legte er 2022 auf demselben Label das Album Broken Lines vor. Mit seinem Trio MŸA (mit Anissa Nehari und Léo Jassef), das 2025 bei Sparks & Visions in Regensburg auftrat, folgte 2024 sein drittes Album.

## Preise und Auszeichnungen
Khoury erhielt den Prix Django Reinhardt für das Jahr 2024.